# گمینا ستوشوویتسه
گمینا ستوشوویتسه (به لهستانی:  Gmina Stoszowice) یک گمینا در لهستان است که در شهرستان زانبکوویتسه شلانسکیه واقع شده‌است. گمینا ستوشوویتسه ۱۰۹٫۸۲ کیلومتر مربع مساحت و ۵٬۵۷۴ نفر جمعیت دارد.